# Chippewa River (Mississippi River)
Der Chippewa River ist ein linker Nebenfluss des Mississippi River im US-Bundesstaat Wisconsin.
Der Chippewa River entsteht am Zusammenfluss seiner beiden Quellflüsse East Fork Chippewa River und West Fork Chippewa River. Der Fluss wird an dieser Stelle zum Lake Chippewa aufgestaut. Der Chippewa River fließt in überwiegend südsüdwestlicher Richtung durch den Nordwesten von Wisconsin. Dabei passiert er die Stadt Eau Claire. Weitere Orte am Flusslauf sind  Chippewa Falls, Cornell und Durand. Schließlich mündet der Chippewa River linksseitig in den Mississippi River. Der Chippewa River hat eine Länge von 294 km. 
Am Mittellauf des Chippewa River nahe Cornell liegt der Brunet Island State Park. Am östlichen Ufer des Chippewa River unmittelbar vor dessen Mündung in den Mississippi River liegen die Schutzgebiete Five-Mile Bluff Prairie State Natural Area und Nelson-Trevino Bottoms State Natural Area.